# Amygdaloideae
Amygdaloideae Arn. è una sottofamiglia di piante della famiglia delle Rosacee.

## Tassonomia
La sottofamiglia comprende 68 generi in 9 tribù:
- Tribù Neillieae Maximowicz
  - Neillia D.Don
  - Physocarpus (Cambess.) Raf.

- Tribù Spiraeeae DC.
  - Aruncus L.
  - Holodiscus (K.Koch) Maxim.
  - Kelseya (S.Watson) Rydb.
  - Luetkea Bong.
  - Pentactina Nakai
  - Petrophytum (Nutt.) Rydb.
  - Sibiraea Sibiraea
  - Spiraea L.
  - Xerospiraea Henrard

- Tribù Lyonothamneae A.Gray
  - Lyonothamnus A.Gray

- Tribù Amygdaleae Juss.
  - Prunus L.

- Tribù Sorbarieae Rydberg
  - Adenostoma Hook. & Arn.
  - Chamaebatiaria Benth.
  - Sorbaria (Ser. ex DC.) A.Braun
  - Spiraeanthus (Fisch. & C.A.Mey.) Maxim.

- Tribù Osmaronieae Rydberg
  - Exochorda Lindl.
  - Oemleria Rchb.
  - Prinsepia Royle

- Tribù Kerrieae Focke
  - Coleogyne Torr.
  - Kerria DC.
  - Neviusia A.Gray
  - Rhodotypos Siebold & Zucc.

- Tribù Gillenieae Maxim.
  - Gillenia Moench

- Tribù Maleae Small
  - Sottotribù Lindleyinae Reveal
    - Kageneckia Ruiz & Pav.
    - Lindleya Kunth

  - Sottotribù Malinae Reveal
    - Alniaria Rushforth
    - Amelanchier Medik.
    - Aria (Pers.) J.Jacq. ex Host
    - Aronia Medik.
    - Chaenomeles Lindl.
    - Chamaemeles Lindl.
    - Chamaemespilus Medik.
    - Cormus Spach
    - Cotoneaster Medik.
    - Crataegus L.
    - Cydonia Mill.
    - Dichotomanthes Kurz
    - Docynia Decne.
    - Dunnaria Rushforth
    - Eriolobus (Ser.) M.Roem.
    - Griffitharia Rushforth
    - Hedlundia Sennikov & Kurtto
    - Hesperomeles Lindl.
    - Karpatiosorbus Sennikov & Kurtto
    - Macromeles Koidz.
    - Majovskya Sennikov & Kurtto
    - Malacomeles (Decne.) Decne.
    - Malus Mill.
    - Micromeles Decne.
    - Normeyera Sennikov & Kurtto
    - Osteomeles Lindl.
    - Peraphyllum Nutt.
    - Phippsiomeles B.B.Liu & J.Wen
    - Photinia Lindl.
    - Pourthiaea Decne.
    - Pseudocydonia (C.K.Schneid.) C.K.Schneid.
    - Pyracantha M.Roem.
    - Pyrus L.
    - Rhaphiolepis Lindl.
    - Scandosorbus Sennikov
    - Sorbus L.
    - Stranvaesia Lindl.
    - Thomsonaria Rushforth
    - Torminalis Medik.
    - Wilsonaria Rushforth

  - Maleae incertae sedis
    - Vauquelinia Bonpland